# Liquidation de la Compagnie des Indes orientales
 (novembre 2011).
Si vous disposez d'ouvrages ou d'articles de référence ou si vous connaissez des sites web de qualité traitant du thème abordé ici, merci de compléter l'article en donnant les références utiles à sa vérifiabilité et en les liant à la section « Notes et références ».
 (avril 2018).
La liquidation de la Compagnie des Indes orientales en France est la source d'un scandale politico-financier qui éclata en novembre 1793 et impliqua plusieurs députés de la Convention (François Chabot, Joseph Delaunay dit d'Angers, Jean Julien dit "de Toulouse", Fabre d'Églantine et Claude Basire) dont deux (Delaunay et Julien "de Toulouse") étaient anciennement membres du Comité de sûreté générale.
Opération de spéculation simplement ou essentiellement crapuleuse a priori, elle fut présentée comme devant financer des menées contre-révolutionnaires et exploitée politiquement comme telle.
Elle répandit parmi les révolutionnaires une certaine paranoïa  des complots et convainquit en particulier Robespierre de l'existence de conspirations contre-révolutionnaires sérieuses.
Ses protagonistes furent jugés en même temps que les Dantonistes, et exécutés le même jour qu'eux.

## La Compagnie française des Indes
Compagnie financière et commerciale créée en 1664 et fondue en 1719 à l'instigation du financier John Law dans la Compagnie perpétuelle des Indes, qui regroupait toutes les compagnies françaises, elle reçut en 1722, après une série de faillites et de réorganisations, le monopole du commerce maritime français, à l'exception des Amériques, contrôlées par la Compagnie du Mississippi. 
Malgré les réussites de Mahé de La Bourdonnais (colonisation de La Réunion et de l'île Maurice) et de Joseph François Dupleix (établissements français aux Indes), la Compagnie, ruinée par les guerres coloniales et maritimes (guerre de Succession d'Autriche, Guerre de Sept Ans), perdit son monopole en 1769. 
Reconstituée par Louis XVI sous le nom de « Nouvelle Compagnie des Indes » en 1785, elle perdit à nouveau son monopole en 1790, alors que la Constituante établissait un certain nombre de principes de liberté de commerce. Sa "liquidation", c'est-à-dire sa privatisation[Information douteuse], sera menée par la Convention en 1793.

## Droits de mutation
Sous l'Assemblée législative, divers travaux votés du 22 au 31 août 1792 à la suite d'une campagne menée par Joseph Delaunay dit d'Angers et Jean-François Delacroix contre l'agiotage, assujettirent les actions au porteur à un droit d'enregistrement à chaque mutation. Les dividendes perçus par les actionnaires des sociétés financières seraient ainsi débités d'une taxe de près de 25 %. Pour la bonne forme, les administrateurs firent leurs mutations par écrit, sur un registre spécial, appelé « livre des transferts ». Mais dans la réalité, ils imaginèrent de verser les dividendes des actionnaires sous la fausse appellation de « réduction de capital ». En mai 1793, des affiches révélèrent ces manœuvres et Joseph Delaunay dénonça bruyamment – les 9 et 26 juillet 1793 – la fraude fiscale des transferts. Ce fut acté à la Convention et les actionnaires et les administrateurs de la Compagnie, redoutant une liquidation désormais inéluctable, firent savoir à quelques députés choisis du Comité de sûreté générale, qu'ils désiraient pouvoir être nommés eux-mêmes, par la Convention, liquidateurs de la compagnie de Indes. Ainsi, ils pensaient pouvoir évaluer à leur guise le montant des actifs, éviter les amendes fiscales prévues contre eux, et proposer à l'Assemblée un plan de remboursement qui fût favorable à leurs intérêts. Tout cela portait sur des sommes considérables.

## Les députés en embuscade
Au début de l'été 1793, les membres du Comité de sûreté générale convinrent qu'ils étaient en mesure de faire passer un décret portant que la Compagnie des Indes pourrait se liquider elle-même, moyennant quelques compensations. Les intermédiaires de ces tractations furent le baron de Batz qui aurait reçu Chabot à l'Ermitage de Charonne, puis Benoist d'Angers, ancien factotum de Talon et de Maximilien Radix de Sainte-Foix, tous les deux versés dans les questions financières. Outre Chabot, leurs interlocuteurs furent principalement Delaunay d'Angers – ami personnel de Jacques-René Hébert et de Benoist d'Angers, son « pays » – qui s'en ouvrit à ses collègues hébertistes Amar et Julien de Toulouse, appartenant eux aussi au premier Comité de sûreté générale. Mais c'est Fabre d'Églantine, en relation fraternelle avec Delaunay d'Angers, qui devait par la suite jouer un rôle prépondérant dans cette affaire. 
Pour faire pression sur les administrateurs des Indes, les députés véreux, qui désiraient faire monter les enchères, avaient obtenu dès juillet que les scellés fussent posés sur les biens de la Compagnie des Indes. Ses représentants, se sentant pris au piège, n'auraient d'autre choix, pensaient-ils, que se montrer accommodants. Comme prévu, le décret supprimant les compagnies financières et les sociétés par actions fut voté le 24 août 1793. Restait la question des décrets d'application portant, notamment, sur les modalités de la liquidation. Dans cette attente, les actions se mirent à baisser, ce qui aurait permis aux députés de se porter acquéreurs de titres, ce qui n'est pas prouvé.

## «L'affaire»
Joseph Delaunay, François Chabot et Julien de Toulouse se firent nommer à la commission des finances que la Convention chargea de rédiger le fameux décret réglant les modalités de la liquidation de la Compagnie des Indes. Pour prix de leur compréhension, ils avaient réclamé un premier pot-de-vin de 500 000 livres.
Dans le projet de décret présenté le 8 octobre 1793 par Joseph Delaunay à la Convention, des formulations ambiguës du texte semblaient laisser à la Compagnie des Indes la possibilité de procéder elle-même à sa liquidation. Fabre d'Églantine, soutenu par Maximilien de Robespierre, protesta avec énergie. La Convention s'empressa de modifier le texte : la liquidation serait effectuée par le gouvernement (amendement Fabre), la nation n'entendant pas se charger d'un éventuel déficit (amendement Pierre Joseph Cambon).
Lorsque le décret, après le renvoi en commission pour une nouvelle rédaction et un délai anormalement long de dix-neuf jours, parut au Bulletin révolutionnaire, les amendements avaient disparu. Le nouveau texte permettait à nouveau à la Compagnie des Indes d'échapper aux amendes dont elle était frappée, et de se liquider elle-même sous la surveillance symbolique de commissaires nationaux chargés de la liquidation. L'opération passa inaperçue. 
On sut plus tard que Joseph Delaunay avait confié à l'imprimeur le texte non modifié, signé par Fabre d'Églantine, qui allait dans le sens des actionnaires. Distraction ou complicité, on ne saura sans doute jamais quelle fut la raison de cet échange.

## Dénonciateurs et dénoncés
François Chabot, excédé d'être mis seul sur la sellette, dévoila les dessous de l'affaire de la Compagnie des Indes. Il donna une version selon laquelle la « conspiration » avait été tramée par le baron Jean de Batz, pour ruiner la République. Or celui-ci avait quitté Paris en juillet et n'était pas là pour témoigner. Très vite, les Hébertistes se servirent de cette affaire pour tenter de salir la Convention tout entière. Une campagne de dénonciation fut orchestrée par Hébert contre les « pourris », ce qui indisposa grandement Robespierre.
Pour sortir de l'ornière dans laquelle il s'était placé de lui-même, Chabot expliqua qu'il avait infiltré la conspiration pour mieux la dénoncer. Et il broda une version selon laquelle Batz, bénéficiant de la protection de Louis-Marie Lhuillier, procureur-général-syndic du département, et de plusieurs membres éminents de la Commune de Paris, avait décidé de corrompre un certain nombre de députés (Fabre d'Églantine, Joseph Delaunay et les membres du premier Comité de sûreté générale), pour, dans le même temps, engager Jacques-René Hébert à lancer une campagne de diffamation contre la Convention. On était très loin du « nœud » du problème, les raisons de la falsification du décret qui n'était pas l'œuvre de Batz.
Les dénonciations de François Chabot qui contredirent la ligne de défense de Fabre d'Églantine et des divers protagonistes, la « main de l'étranger » et tous les fantasmes nés de la suspicion généralisée augmentèrent le trouble des conventionnels. Maximilien de Robespierre, pour sa part, acquit la certitude, désormais, qu'il existait une « grande conspiration » dont les fils invisibles étaient tirés par l'étranger et le cabinet de William Pitt. Le problème est que les contours de la « conspiration » décrite par Chabot étaient extrêmement flous. Et comme auraient pu le penser certains, plus perspicaces que Robespierre, une fausse conspiration peut en cacher une vraie. L'Incorruptible s'en aperçut un peu tard, après le 22 prairial an II.
Dénoncés et dénonciateurs, tous les protagonistes de l'affaire des Indes à laquelle Danton fut étranger devaient être arrêtés pendant l'hiver 1793-1794.

## Enquête et arrestations
Le 12 nivôse an II (1er janvier 1794), on découvrit lors de l'examen des scellés posés chez Joseph Delaunay, l'original du décret – en réalité sa première mouture retouchée de la main de Fabre d'Églantine –, ce qui permit au Comité de sûreté générale de négliger, dans un premier temps, les révélations de François Chabot pour revenir à une simple affaire de faux et de fraude.
Bien qu'il ait été laissé en liberté, Fabre d'Églantine était jusqu'alors l'objet de tous les soupçons depuis la découverte du faux signé par lui et confié par Delaunay à l'imprimeur. Le 6 nivôse an II (26 décembre 1793), il fut donc écarté de l'instruction, mais il restait un témoin gênant pour ceux qui, comme Amar, seul député conservé lors de la formation du second Comité de sûreté générale, avait été partie prenante et mouillé dans l'affaire. 
Jean-Pierre-André Amar contribua à donner à cette affaire d'escroquerie une dimension politique et contre-révolutionnaire démesurée dont les ennemis mortels des Modérés (qui étaient favorables à un retour à la paix et à la pacification de la Vendée) entendaient désormais se servir. Cette affaire de la Compagnie des Indes qui n'était que crapuleuse prit ainsi, grâce aux Hébertistes des grands comités de Salut Public (Barère et Collot) et de la sûreté générale (Amar et Vadier), une dimension symbolique et tentaculaire qui allait permettre de justifier les exécutions en série, les semaines et mois suivants, des prétendus complices de la « conspiration de Batz ou de l'étranger ».
Amar, sous les ordres du président du Comité de sûreté générale Marc Vadier lui-même aux ordres de Bertrand Barère, rédigea ainsi un rapport dans lequel il confondit à dessein les deux textes signés par Fabre d'Églantine. Il ne se préoccupa pas de savoir si les corrections litigieuses étaient ou non de sa main. Il était prévu de se débarrasser de lui pour l'empêcher d'éclairer la Convention, mais aussi pour éviter ses bavardages sur les prévarications de Collot et Billaud en Belgique. Fabre d'Églantine fut arrêté le 24 nivôse, d'autres le suivirent.

## Fracture au sein des comités
Les Hébertistes redoutés par Robespierre, à savoir François Desfieux et Jacob Pereira, furent arrêtés entre le 28 brumaire et le 2 frimaire an II (18 novembre et le 22 novembre 1793). Leur complice Berthold Proli, caché chez l'épouse d'un directeur de la Compagnie des Indes, ne fut arrêté qu'en février 1794. Ils composèrent la fournée des Hébertistes.
Quant à Bertrand Barère de Vieuzac, Collot d'Herbois et Billaud-Varenne, ils ne laissèrent pas l'occasion qui se présentait à eux d'établir, grâce au rapport de Saint-Just sur cette affaire, le fil ténu de la complicité de Georges-Jacques Danton qu'ils désiraient abattre, lequel, disait-on, avait dîné chez une supposée contrerévolutionnaire, Jeanne-Louise-Françoise de Sainte-Amaranthe. Il fut amalgamé avec cinq de ses amis politiques à quelques Hébertistes et leurs bailleurs de fonds (Frey, d'Espagnac, Guzman). Cet imbroglio de dénonciations croisées, pour certaines infondées, fut fatal à plusieurs personnes étrangères à l'affaire de la falsification du décret de la compagnie des Indes (ainsi Desmoulins, Philippeaux, Dubuisson, parmi d'autres). Cela traduisait la fracture qui s'était produite au sein du Comité de salut public. Cette affaire fut un révélateur d'une crise qui couvait depuis un moment et qui trouvera son épilogue le 9 thermidor an II.

## Les directeurs de la Compagnie des Indes en 1793
Gourlade (Jacques Alexandre) ; Bérard (Thomas Simon, dit Bérard l'aîné) ; Perier (Augustin) ; Bernier (Pierre) ; Bézard (Jacques) ; Demars (Étienne François Marie) ; Dodun (Jacques) ; Sabatier (Guillaume) ; Desprez (Pierre) ; Montessuy (Denis) ; Bérard (Jean-Jacques dit Bérard cadet) ; Moracin (Jean-François) ; Gougenot (Louis Georges).
Après le 9 Thermidor, le banquier Sabatier tente, avec deux actionnaires, nommés directeurs par intérim, Mallet aîné et Louis-Victor Moreau, d'obtenir la restitution des biens saisis. Ne récupérant que trois navires, les actionnaires décident la liquidation définitive de la Compagnie en juillet 1795.